# Eccleshill, West Yorkshire
Eccleshill är en stadsdel i nordöstra Bradford, i unparished area Bradford, i distriktet Bradford, i grevskapet West Yorkshire, England, Storbritannien med omkring 15 000 invånare. Den låg ursprungligen under Wakefield men kom under medeltiden att hamna under Bradford och är numera även rent fysiskt en del av staden. Civil parish hade 18 480 invånare år 1951. Byn nämndes i Domedagsboken (Domesday Book) år 1086, och kallades då Egleshil.
Tidigare fanns här keramiktillverkning samt textil- och verkstadsindustri, men numera arbetar de flesta utanför området.